# ニコマコス
ゲラサのニコマコス（Nicomachus of Gerasa、古希: Νικόμαχος、60年頃-120年頃）は、古代世界において重要な数学者で、ギリシア語の著作Introduction to Arithmetic（算術入門）やManual of Harmonicsで知られる。シリア属州のゲラサ（現在ヨルダンのジャラシュ）で生まれ、アリストテレスの影響を強く受けた。新ピタゴラス派であり、数字の神秘的な性質について著した。

## 人生
ニコマコスの生涯はピタゴラス学派であったこととゲラサ出身であることを除いてほとんど知られていない。数字が神秘的な性質を持つと考える傾向から、歴史家は彼を新ピタゴラス派であったと考えている。彼が生きた時代（100年頃）は、Manual of Harmonicsの中でトラシュロスについて言及していることとIntroduction to Arithmeticが2世紀中頃にアプレイウスがラテン語に翻訳したとみられることのみから知られている。Manual of Harmonicsは、彼に執筆を求めた高貴な出自の女性に宛てられており、彼が地位のある尊敬された学者であったことが示唆される。彼は、より高度な研究を著したいという興味とともに、しばしば行く旅行のため時間が取れないと記している。

## 著作

### Introduction to Arithmetic
Introduction to Arithmetic (Ἀριθμητικὴ εἰσαγωγή, Arithmetike eisagoge)。新ピタゴラス派として、ニコマコスはしばしば数字の数学的な性質よりも神秘的な性質により興味を抱いた。ニコマコスは、彼が「神の数」とみなす、完全に概念的な無形の数と、「科学的な数」とみなす、物質を測定する数を区別していた。
彼は数字、特に素数や完全数について多くを書き、算術は音楽、幾何学、天文学等の数理科学よりも存在論的に先立ち、それらの因果性になると論じた。ボエティウスのDe institutione arithmeticaの大部分は、この著作の翻訳である。

### Manuale Harmonicum
Manuale Harmonicum (Ἐγχειρίδιον ἁρμονικῆς, Encheiridion Harmonikes)。アリストクセノス及びエウクレイデス以来最初の重要な音楽理論についての論文であった。これは、音程は数の比によって決められるというピタゴラスの着想についての伝承を教団外に伝える、現存する最も初期の記録である。またニコマコスは、「天球の音楽」を通じて音楽と宇宙の秩序の関係について、初めて深い説明を与えた。音楽を聴く上での耳と声の統治についてのニコマコスの議論は、アリストクセノスとピタゴラスの考えを統合したものであり、アンチテーゼと考えられている。理論についての議論の途中で、ニコマコスは当時の楽器についても記述しており、貴重な情報源となっている。

### 失われた著作
失われた著作は、以下の通り。
- Art of Arithmetic (Τέχνη ἀριθμητική) - 算術についてのより大規模な著作として、フォティオス1世に言及されているもの。
- ニコマコス自身が「音楽についてのより大規模な研究」と言い、アルキメデスの球と円錐への言及の中で、アスカロンのエウトキオスによって明らかに引用されているもの。
- Introduction to Geometry - ニコマコスによって引用されているもの[2]だが、彼の著作かどうかは明らかではない。
- Theology of Arithmetic (Θεολογούμενα ἀριθμητικῆς) - フォティオス1世により言及される、ピタゴラスの数の神秘的性質についての2巻の著書。
- Life of Pythagoras - テュロスのポルピュリオスとイアンブリコスによるピタゴラスの伝記の主な情報源の1つとなったもの。
- dogmata - ピタゴラス学派の著作集で、イアンブリコスに引用されるもの。
- On Egyptian festivals (Περὶ ἑορτῶν Αἰγυπτίων) - アテナイオスに言及されるか、ニコマコスの著作か否かは明らかではない。